# History of the World, Part II
History of the World, Part II (prt: Uma Louca História do Mundo, Parte 2; bra: A História do Mundo: Parte 2) é uma série limitada de comédia de esquetes americana, que estreou em 6 de março de 2023 no Hulu. A série é uma sequência do longa-metragem de 1981 de Mel Brooks, History of the World, Part I, e é escrita e produzida por Brooks, Wanda Sykes, Nick Kroll, Ike Barinholtz e David Stassen. Como o filme anterior, apresenta esquetes parodiando eventos de diferentes períodos da história e lendas humanas.

## Premissa
Depois de esperar mais de 40 anos, finalmente há uma continuação do seminal filme de Mel Brooks, History of the World, Part I, com cada episódio apresentando uma variedade de esquetes que nos levam a diferentes períodos da história humana.

## Elenco
O elenco apresenta um grande elenco, incluindo um núcleo de vários regulares que também estão entre os escritores da série:
- Mel Brooks como Narrador
- Wanda Sykes como vários personagens
- Nick Kroll como vários personagens
- Ike Barinholtz como vários personagens

## Episódios
| N.º | Título | Dirigido por                                          | Escrito por | Lançamento         |
| --- | ------ | ----------------------------------------------------- | --- | ------------------ |
| 1 | "I"    | Alice Mathias, David Stassen, Nick Kroll, Lance Bangs | Ike Barinholtz, Emmy Blotnick, Guy Branum, Mel Brooks, Owen Burke, Adam Countee, Lance Crouther, Ana Fabrega, Fran Gillespie, Janelle James, Jennifer Kim, Nick Kroll, Sergio Serna, David Stassen, Wanda Sykes | 6 de março de 2023 |
| Em 1865, o presidente Abraham Lincoln instrui Ulysses S. Grant a cuidar de seu filho, Robert, conforme a Guerra Civil se aproxima do fim. Tendo ficado sem bebida, Grant decide ir para Virgínia Ocidental em busca de mais. Os Romanov são assassinados e a Princesa Anastasia é sequestrada no alvorecer da Revolução Russa. Enquanto isso, uma família de vendedores de torta de lama judeus decide se mudar para Moscou e Rasputin é assassinado pelo elenco de Jackass. Na Índia de 400 aC, Vātsyāyana lança um livro de receitas como uma sequência do Kama Sutra. Três mulheres das cavernas descobrem fogo enquanto lutam para acender um baseado. Um novo contratado luta para se encaixar na sala dos roteiristas de William Shakespeare. Comentaristas esportivos reagem a Hitler on Ice. |        |                                                       | |                    |
| 2 | "II"   | Alice Mathias, David Stassen                          | Ike Barinholtz, Emmy Blotnick, Guy Branum, Mel Brooks, Owen Burke, Adam Countee, Lance Crouther, Ana Fabrega, Fran Gillespie, Janelle James, Jennifer Kim, Nick Kroll, Sergio Serna, David Stassen, Wanda Sykes | 6 de março de 2023 |
| Um grupo de soldados fica enjoado no Dia D. Kublai Khan e Marco Polo trocam presentes. Em uma paródia de Curb Your Enthusiasm, Judas é contratado para trair Jesus por trinta moedas de prata. Ele e Lucas vão ao show solo de São Pedro, onde ele entrega o Beijo de Judas. Em 1972, Shirley Chisholm faz uma sitcom sobre sua vida. Ela convida seu chefe, Richard Nixon, para jantar e se inspira para concorrer à presidência. Grant e Todd vão para West Virginia em busca de bebida, mas acabam sob a mira de uma arma em um bar. |        |                                                       | |                    |
| 3 | "III"  | Alice Mathias, David Stassen                          | Ike Barinholtz, Emmy Blotnick, Guy Branum, Mel Brooks, Owen Burke, Adam Countee, Lance Crouther, Ana Fabrega, Fran Gillespie, Janelle James, Jennifer Kim, Nick Kroll, Sergio Serna, David Stassen, Wanda Sykes | 7 de março de 2023 |
| Depois de inventar o telefone, Alexander Graham Bell recebe o primeiro telefonema. Noé enche sua arca apenas com cachorros. Sigmund Freud dá uma MasterClass sobre psicanálise. Três soldados da União se perdem ao tentar resgatar Grant da Virgínia Ocidental. Eles tropeçam na Underground Railroad, onde Harriet Tubman os aponta na direção certa. Em Moscou, Schmuck Mudman consegue um emprego servindo almoço para o politburo de Vladimir Lenin, onde um intimidado Joseph Stalin sonha em assumir o comando. A esposa de Schmuck, Fanny, planeja o assassinato de Lenin. O filho deles, Joshy, encontra a princesa Anastasia escondida e os dois se apaixonam. |        |                                                       | |                    |
| 4 | "IV"   | Alice Mathias, David Stassen, Nick Kroll, Lance Bangs | Ike Barinholtz, Emmy Blotnick, Guy Branum, Mel Brooks, Owen Burke, Adam Countee, Lance Crouther, Ana Fabrega, Fran Gillespie, Janelle James, Jennifer Kim, Nick Kroll, Sergio Serna, David Stassen, Wanda Sykes | 7 de março de 2023 |
| 5 | "V"    | Alice Mathias, Lance Bangs                            | Ike Barinholtz, Emmy Blotnick, Guy Branum, Mel Brooks, Owen Burke, Adam Countee, Lance Crouther, Ana Fabrega, Fran Gillespie, Janelle James, Jennifer Kim, Nick Kroll, Sergio Serna, David Stassen, Wanda Sykes | 8 de março de 2023 |
| 6 | "VI"   | Alice Mathias, David Stassen                          | Ike Barinholtz, Emmy Blotnick, Guy Branum, Mel Brooks, Owen Burke, Adam Countee, Lance Crouther, Ana Fabrega, Fran Gillespie, Janelle James, Jennifer Kim, Nick Kroll, Sergio Serna, David Stassen, Wanda Sykes | 8 de março de 2023 |
| 7 | "VII"  | ASA                                                   | ASA | 9 de março de 2023 |
| 8 | "VIII" | ASA                                                   | ASA | 9 de março de 2023 |

## Produção
Apesar do título History of the World, Part I, inicialmente não havia planos para uma continuação do filme. O título era uma brincadeira com The History of the World de Sir Walter Raleigh, que deveria ser publicado em vários volumes, mas apenas o primeiro foi concluído.
No entanto, em outubro de 2021, o Hulu e a Searchlight Television anunciaram que uma sequência da série intitulada History of the World, Part II estava em andamento, com produção começando na primavera de 2022. Mel Brooks produziria e escreveria a série junto com Wanda Sykes, Ike Barinholtz e Nick Kroll, que também apareceria nela.

## Lançamento
Os dois primeiros episódios estrearam em 6 de março de 2023, nos Estados Unidos, com os episódios restantes lançados nos três dias seguintes. Também foi lançado internacionalmente como Star Original no Disney+, incluindo no Canadá, Austrália e Nova Zelândia, e na América Latina através do Star+, no mesmo dia.

## Recepção
No site agregador de resenhas Rotten Tomatoes, 70% das 30 resenhas dos críticos são positivas, com nota média de 6,8/10. O consenso do site diz: "Nick Kroll pega a tocha de Mel Brooks e o deixa orgulhoso com uma série de esquetes de estrelas que é tão ridiculamente engraçada - e tão acertada - quanto o filme original."
Muitos críticos notaram como a série saiu mais como uma homenagem à carreira e legado de Brooks, ao invés de uma continuação direta do filme de 1981.